# Granat (satelita)
Granat – międzynarodowe obserwatorium astrofizyczne, skonstruowane w ZSRR we współpracy z Danią, Francją i Bułgarią. Granat został wystrzelony 1 grudnia 1989 roku na pokładzie radzieckiej rakiety Proton z kosmodromu Bajkonur w Kazachstanie. Satelita działał prawie 9 lat, a transmisja danych została zakończona w listopadzie 1998 roku. Spłonął w atmosferze ziemskiej 25 maja 1999.

## Sprzęt obserwacyjny
Satelita posiadał na pokładzie siedem detektorów, działających w zakresie od rentgenowskiego do gamma.
1. Wyprodukowany we Francji teleskop SIGMA operował w zakresie 35-1300 keV, a jego pole widzenia pokrywało 4,3°×4,7°. Maksymalna rozdzielczość kątowa tego instrumentu to 13 minut kątowych, a rozdzielczość energetyczna to 8% na 511 keV. Instrument ważył ok. 1 tony, miał długość 3,5 m i średnicę u podstawy 1,2 m.
2. Francuskie urządzenie PHEBUS było przeznaczone do rejestracji zjawisk przejściowych w zakresie od 100 keV do 100 MeV. Rozbłysk był rejestrowany gdy poziom zliczeń między 0,1 a 1,5 MeV przekraczał poziom tła o 8 sigma, a rozdzielczość czasowa instrumentu wynosiła 0,25 lub 1,0 sekund.
3. Radziecki KONUS-B rejestrował fotony o energiach od 10 keV do 8 MeV. Widma energetyczne były rejestrowane w 31 kanałach z rozdzielczością od 0,25 do 8 sekund, w zależności od poziomu zliczeń.
4. Cztery duńskie instrumenty WATCH służyły do rejestracji jasnych źródeł rentgenowskich w zakresie od 6 do 180 keV.
5. Teleskop rentgenowski ART-P produkcji radzieckiej
6. Francuski TOURNESOL składał się z 4 liczników proporcjonalnych i 2 detektorów optycznych.
7. Spektrometr ART-S produkcji radzieckiej

## Badania
Przez pierwszy okres swej działalności, Granat obserwował liczne źródła pozagalaktyczne i w naszej Galaktyce, przede wszystkim jej centrum, galaktyczne kandydatki na czarne dziury oraz nowe rentgenowskie. W późniejszym okresie jego zadaniem było wykonywanie przeglądu całego nieba w zakresie od 40 do 200 keV.
Najsłynniejszymi dokonaniami satelity było odkrycie pierwszego galaktycznego mikrokwazara, GRS 1915+105 (źródła odkryte przez Granat mają nazwy rozpoczynające się od skrótu GRS), a także zarejestrowanie anihilacyjnej linii widmowej o energii 511 keV w nowej rentgenowskiej Nova Muscae 1991.